# Hoplia subcostata
Hoplia subcostata är en skalbaggsart som beskrevs av Bates 1887. Hoplia subcostata ingår i släktet Hoplia och familjen Melolonthidae. Inga underarter finns listade i Catalogue of Life.